# Южна мехурка
Южните мехурки (Utricularia australis) са вид растения от семейство Мехуркови (Lentibulariaceae).
Те са незастрашен вид.
Таксонът е описан за пръв път от Робърт Браун през 1810 година.